# Općina Moravče
Općina Moravče (slo.: Občina Moravče) je općina u središnjoj Sloveniji u pokrajini Gorenjskoj i statističkoj regiji Središnja Slovenija. Središte općine je naselje Moravče.

## Zemljopis
Općina Moravče nalazi se u središnjem djelu države i obuhvća gorje istočno od Ljubljane. Općina je planinska na jugu se proteže Posavsko Hribovje, a na sjeveru planina Veliki Vrh.
U nižem djelu općine vlada umjereno kontinentalna klima, a u višem djelu njena oštrija, planinska varijanta.
Najvažni vodotok u općini je rječica Radomlja. U općini postoji i niz malih vodotoka.

## Naselja u općini
Dešen, Dole pod Sv. Trojico, Dole pri Krašcah, Drtija, Dvorje, Češnjice pri Moravčah, Gabrje pod Limbarsko Goro, Gora pri Pečah, Gorica, Goričica pri Moravčah, Hrastnik, Hrib nad Ribčami, Imenje, Katarija, Krašce, Križate, Limbarska Gora, Moravče, Mošenik, Negastrn, Peče, Ples, Podgorica pri Pečah, Podstran, Pogled, Pretrž, Prikrnica, Rudnik pri Moravčah, Selce pri Moravčah, Selo pri Moravčah, Serjuče, Soteska pri Moravčah, Spodnja Dobrava pri Moravčah, Spodnja Javoršica, Spodnji Prekar, Spodnji Tuštanj, Stegne, Straža pri Moravčah, Sveti Andrej, Velika vas, Vinje pri Moravčah, Vrhpolje pri Moravčah, Zalog pri Kresnicah, Zalog pri Moravčah, Zgornja Dobrava, Zgornja Javoršica, Zgornje Koseze, Zgornji Prekar, Zgornji Tuštanj

## Vanjske poveznice
- Službena stranica općine